# Sébastien Rouault
Sébastien Rouault (Le Chesnay, 24 febbraio 1986) è un ex nuotatore francese, specializzato nello stile libero.

## Biografia
Rouault ottenne il suo primo risultato di rilievo ai mondiali del 2005 a Montréal. Sebbene senza portare a casa medaglie, stabilì il record nazionale sugli 800 metri stile libero con 7:52.04. Ottenne la sua prima medaglia di rilievo agli europei del 2006 a Budapest dove vinse l'argento nei 1500 metri alle spalle del russo Yuri Prilukov. In quell'occasione fu il primo nuotatore del suo paese a scendere sotto i 15 minuti nei 1500 SL, con il tempo di 14:55.73. Lo stesso anno, agli europei in vasca corta di Helsinki, stabilì il record nazionale della stessa distanza in vasca corta con 14:39.06, ottenendo la medaglia di bronzo.
Nel 2007 partecipò ai mondiali a Melbourne e si qualificò per la finale degli 800 SL. Aveva di fronte buone possibilità di vittoria, ma gettò al vento l'occasione con una tattica scriteriata: dopo aver dato tutto nei primi 450 metri, in cui toccò un vantaggio di oltre 4" contro avversari come Grant Hackett, esaurì le energie e finì quinto (fu poi promosso quarto per la squalifica del vincitore Oussama Mellouli per doping).
Nel 2008 si presentò ai Giochi olimpici di Pechino. Fu eliminato nei turni preliminari nelle gare singole, ma il secondo giorno di gare la sua squadra, nella staffetta 4x100 m stile libero, aveva sfiorato un'impresa: battere Michael Phelps. Dato che Alain Bernard iniziò l'ultima frazione con un buon distacco sui rivali, sembrava, visto anche ciò che Bernard aveva fatto agli Europei di Eindhoven, dove aveva vinto 50 e 100 metri stile libero con un ritmo impressionante, che l'obiettivo di Phelps di portare a casa otto ori dovesse già fallire; ma l'ultimo nuotatore statunitense, Jason Lezak, riuscì a recuperare su Bernard e lo batté per 0"08, dando agli Stati Uniti l'oro e salvando l'en plein di Phelps. Rouault aveva fatto parte della squadra francese come riserva, quindi anche lui fu premiato con l'argento.
Agli europei del 2010 sempre a Budapest ha vinto due ori, negli 800 SL e nei 1500 SL.
Rouault si allena negli Stati Uniti d'America all'Università Della Georgia, ad Athens, e disputa il campionato NCAA, in cui ha vinto tre ori (due sulle 1650 iarde SL ed uno sulle 500 iarde SL).

## Palmarès
- Giochi olimpici

Pechino 2008: argento nella 4x100m sl.
- Mondiali

Shanghai 2011: argento nella 4x200m sl.
- Europei

Budapest 2006: argento nei 1500m sl.
Budapest 2010: oro negli 800m sl e nei 1500m sl.
- Europei in vasca corta

Helsinki 2006: bronzo nei 1500m sl.
- Giochi del Mediterraneo

Almerìa 2005: oro nei 1500m sl, argento negli 800m sl e bronzo nei 400m sl.